# Ниси, Дайго
Дайго Ниси (яп. 西 大伍 Ниси Дайго, род. 28 августа 1987, Саппоро) — японский футболист, защитник клуба «Хоккайдо Консадоле Саппоро». Выступал за сборную Японии.

## Карьера
На протяжении своей футбольной карьеры выступал за клубы «Консадоле Саппоро», «Альбирекс Ниигата», «Касима Антлерс».

## Национальная сборная
В 2011 году сыграл за национальную сборную Японии один матч.

## Статистика за сборную
| Сборная Японии | Сборная Японии | Сборная Японии |
| Год            | Матчи          | Голы           |
| -------------- | -------------- | -------------- |
| 2011           | 1              | 0              |
| Итого          | 1              | 0              |

## Достижения
- Победитель Лиги чемпионов АФК: 2018
- Чемпион Японии: 2016
- Обладатель Кубка Императора: 2016
- Обладатель Кубка Джей-лиги (3): 2011, 2012, 2015
- Обладатель Суперкубка Японии: 2017